# Indicator variegatus
Indicator variegatus là một loài chim trong họ Indicatoridae.